# Колодно (ґміна)
Ґміна Колодно — колишня (1934–1939 рр.) сільська ґміна Жовківського повіту Львівського воєводства Польської республіки. Центром ґміни було село Колодно.
Ґміну Колодно було утворено 1 серпня 1934 р. у межах адміністративної реформи в II Речі Посполитій із дотогочасних сільських ґмін: Честині, Дальнич, Колодно, Колоденці, Печихвости, Жовтанці.
Гміна ліквідована в 1940 р. у зв’язку з утворенням Куликівського району.